# 新阳乡
新阳乡，是中华人民共和国湖南省株洲市醴陵市下辖的一个乡镇级行政单位。

## 行政区划
新阳乡下辖以下地区：
陈家湾村、青泥村、鱼梁桥村、石羊村、湖潭村、花桥村、荷塘村、楠竹山村、新阳村和将军村。